# Ronde van Emilia 2022
De 105e editie van de wielerwedstrijd Ronde van Emilia werd in 2022 verreden op zaterdag 1 oktober. De wedstrijd eindigde traditioneel op de klim naar het Santuario Madonna di San Luca in Bologna. De wedstrijd maakte deel uit van de UCI ProSeries 2022, in de categorie 1.Pro. In 2021 won de Sloveen Primož Roglič. Hij werd opgevolgd door de Spanjaard Enric Mas.

## Mannen

### Uitslag
| Ronde van Emilia 2022 |                    |                                    |          |
| Plaats                | Naam               | Ploeg                              | Tijd     |
| Winnaar               | Enric Mas          | Movistar Team                      | 4u55'31" |
| 2                     | Tadej Pogačar      | UAE Team Emirates                  | + 11"    |
| 3                     | Domenico Pozzovivo | Intermarché-Wanty-Gobert Matériaux | + 14"    |
| 4                     | Alejandro Valverde | Movistar Team                      | + 26"    |
| 5                     | Rigoberto Urán     | EF Education-EasyPost              | + 31"    |
| 6                     | Lorenzo Fortunato  | EOLO-Kometa                        | + 37"    |
| 7                     | Rubén Fernández    | Cofidis                            | + 46"    |
| 8                     | Rudy Molard        | Groupama-FDJ                       | + 53"    |
| 9                     | Davide Formolo     | UAE Team Emirates                  | + 1'12"  |
| 10                    | Michael Storer     | Groupama-FDJ                       | + 1'13"  |
|                       |                    |                                    |          |
| 15                    | Ilan Van Wilder    | Quick Step-Alpha Vinyl             | + 2'04"  |
| 25                    | Sjoerd Bax         | Alpecin-Deceuninck                 | + 3'28"  |

## Vrouwen
De negende vrouweneditie van de Ronde van Emilia maakte deel uit van de UCI Women's ProSeries 2022. In 2021 won de Spaanse Mavi García. Zij werd opgevolgd door de Italiaanse Elisa Longo Borghini, die de wedstrijd voor de derde keer wist te winnen.

### Uitslag
| Ronde van Emilia voor vrouwen 2022 |                      |                               |          |
| Plaats                             | Naam                 | Ploeg                         | Tijd     |
| Winnaar                            | Elisa Longo Borghini | Trek-Segafredo                | 2u11'53" |
| 2                                  | Veronica Ewers       | EF Education-TIBCO-SVB        | + 3"     |
| 3                                  | Sofia Bertizzolo     | UAE Team ADQ                  | + 8"     |
| 4                                  | Arlenis Sierra       | Movistar                      | + 9"     |
| 5                                  | Yara Kastelijn       | Plantur-Pura                  | z.t.     |
| 6                                  | Marta Cavalli        | FDJ-Suez-Futuroscope          | + 14"    |
| 7                                  | Amanda Spratt        | BikeExchange Jayco            | + 24"    |
| 8                                  | Rasa Leleivytė       | Aromitalia-Basso Bikes-Vaiano | + 31"    |
| 9                                  | Évita Muzic          | FDJ-Suez-Futuroscope          | z.t.     |
| 10                                 | Coralie Demay        | Frankrijk                     | z.t.     |
|                                    |                      |                               |          |
| 27                                 | Julie Van de Velde   | Plantur-Pura                  | + 1'18"  |

1909 · 1910 · 1911 · 1912 · 1913 · 1914 · 1915 · 1916 · 1917 · 1918 · 1919 · 1920 · 1921 · 1922 · 1923 · 1924 · 1925 · 1926 · 1927 · 1928 · 1929 · 1930 · 1931 · 1932 · 1933 · 1934 · 1935 · 1936 · 1937 · 1938 · 1939 · 1940 · 1941 · 1942 · 1943 · 1944 · 1945 · 1946 · 1947 · 1948 · 1949 · 1950 · 1951 · 1952 · 1953 · 1954 · 1955 · 1956 · 1957 · 1958 · 1959 · 1960 · 1961 · 1962 · 1963 · 1964 · 1965 · 1966 · 1967 · 1968 · 1969 · 1970 · 1971 · 1972 · 1973 · 1974 · 1975 · 1976 · 1977 · 1978 · 1979 · 1980 · 1981 · 1982 · 1983 · 1984 · 1985 · 1986 · 1987 · 1988 · 1989 · 1990 · 1991 · 1992 · 1993 · 1994 · 1995 · 1996 · 1997 · 1998 · 1999 · 2000 · 2001 · 2002 · 2003 · 2004 · 2005 · 2006 · 2007 · 2008 · 2009 · 2010 · 2011 · 2012 · 2013 · 2014 · 2015 · 2016 · 2017 · 2018 · 2019 · 2020 · 2021 · 2022 · 2023 · 2024
Omloop Het Nieuwsblad · 
Nokere Koerse · 
Dwars door Vlaanderen · 
Brabantse Pijl · 
Festival Elsy Jacobs · 
Ronde van Thüringen · 
Ronde van Zwitserland · 
Ronde van Emilia